# Analia Pigrée
Analia Pigrée, née le 31 juillet 2001 à Cayenne, Guyane, est une nageuse française spécialiste du dos. 
Depuis 2021, elle détient les records de France du 50 m dos en grand et petit bassins, ainsi que le record de France du 100 m dos en petit bassin.
Trois fois championne de France depuis 2020, elle remporte en 2022 la médaille de bronze du 50 m dos aux championnats du monde à Budapest puis le titre sur la même distance aux Championnats d'Europe à Rome.
Elle est considérée comme un espoir de l'équipe de France de natation pour les JO 2024 à Paris.

## Carrière

### 2020: premier titre national
Aux Championnats de France 2020 à Saint-Raphaël, elle est sacrée championne de France en remportant la finale du 50 mètres dos. Elle prend également la médaille de bronze sur 50 mètres papillon.

### 2021: confirmation au niveau international
En juin 2021, lors des Championnats de France 2021 à Chartres, Analia Pigrée conserve son titre sur 50 mètres dos. À cette occasion, elle s'empare du record de France de Béryl Gastaldello en 27 s 81 en demi-finale, puis l'améliore en 27 s 59 en finale. Elle devient également vice-championne de France du 50 mètres papillon et du 100 mètres dos.
En août 2021, lors des Championnats d'Espagne à Las Palmas de Grande Canarie, elle améliore son record de France du 50 m dos avec un temps de 27 s 39 lors de la finale.
En novembre 2021, lors de sa première compétition internationale, elle remporte deux médailles aux championnats d'Europe en petit bassin de Kazan : l'argent sur 50 mètres dos et le bronze sur 100 mètres dos (elle s'empare en finale du record de France de Laure Manaudou avec un temps de 56 s 40).
En décembre 2021, lors des Championnats de France d'hiver 2021 à Montpellier, elle remporte deux titre sur 50 m dos et 100 m dos.

### 2022: médaille de bronze mondiale et titre européen
Lors des Championnats de France 2022 à Limoges, de retour d'une blessure à l'épaule, elle ne parvient pas à conserver ses titres de championne de France et se contente d'une deuxième place sur le 50 m dos comme meilleur résultat. 
En juin 2022, lors des championnats du monde à Budapest, elle améliore son record de France du 50 m dos avec un temps de 27 s 29 lors des demi-finales. En finale, elle remporte la médaille de bronze avec un temps de 27 s 40, devancée par la Canadienne Kylie Masse en 27 s 31 et l'Américaine Katharine Berkoff en 27 s 39.
En août 2022, lors des championnats d'Europe à Rome, elle remporte la médaille d'or du 50 mètres dos en améliorant à nouveau son record de France en finale avec un temps de 27 s 27. En finale, elle devance l'Italienne Silvia Scalia et la Néerlandaise Maaike de Waard.

## Palmarès

### Championnats du monde
- Championnats du monde 2022 à Budapest :
  -  Médaille de bronze du 50 mètres dos.

### Championnats d'Europe
- Championnats d'Europe petit bassin 2021 à Kazan :
  -  Médaille d'argent du 50 mètres dos.
  -  Médaille de bronze du 100 mètres dos.

- Championnats d'Europe 2022 à Rome :
  -  Médaille d'or du 50 mètres dos.

### Championnats de France
| Édition                  | Épreuve        | Épreuve             | Épreuve           | Épreuve         | Épreuve           |
| Édition                  | 50 m dos       | 100 m dos           | 50 m papillon     | 100 m papillon  | 50 m nage libre   |
| Rennes 2019              | -              | -                   | 4e de la finale B | 7e 1 min 2 s 84 | 5e de la finale B |
| Saint-Raphaël 2020       | Or 28 s 32     | -                   | Bronze 27 s 17    | 7e 1 min 1 s 19 | 7e 25 s 74        |
| Chartres 2021            | Or 27 s 59     | Argent 1 min 0 s 50 | Argent 26 s 68    | -               | 2e de la finale C |
| Montpellier 2021 (hiver) | Or 27 s 41     | Or 59 s 88          | Argent 26 s 68    | -               | -                 |
| Limoges 2022             | Argent 27 s 72 | 4e 1 min 1 s 22     | 4e 26 s 73        | -               | 7e 25 s 81        |
| Rennes 2023              | Or 27 s 51     | Argent 59 s 79      | Bronze 26 s 86    | -               | -                 |
| Chartres 2024            | Or 27 s 61     | 5e 1 min 00 s 11    | -                 | -               | 5e 24 s 81        |

## Records
| Épreuve                  | Temps   | Compétition                                | Lieu                 | Date             |
| ------------------------ | ------- | ------------------------------------------ | -------------------- | ---------------- |
| 50 m dos                 | 27 s 27 | Championnats d'Europe 2022                 | Rome, Italie         | 14 août 2022     |
| 50 m dos (petit bassin)  | 25 s 96 | Championnats du monde en petit bassin 2021 | Abou Dabi, Abu Dhabi | 20 décembre 2021 |
| 100 m dos (petit bassin) | 56 s 40 | Championnats d'Europe en petit bassin 2021 | Budapest, Hongrie    | 21 juin 2022     |